# نام آرژانتین

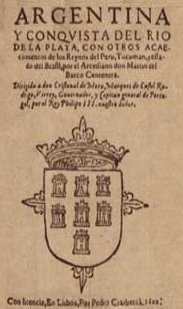

موقعیت آرژانتین در آمریکای جنوبی (منطقه کنترلی آرژانتین با سبز تیره و مناطق مورد ادعا، اما خارج از کنترل، با سبز روشن مشخص شده است .)

«آرژانتین» از کلمه لاتین "argentum" به مفهوم (نقره) گرفته شده‌است. زمانی که اولین فاتحین اسپانیایی ریودلاپلاتا را کشف کردند، آن‌ها نام مصب (سرشاخه) آن را «Mar Dulce» (' دریای شیرین' چون در منطقه آب تازه و شیرین دریا قرار دارد) گذاشتند. مردم بومی هدایایی از نقره به نجات یافتگان از ماموریت کشتی شکسته آن‌ها دادند، که هدایت آن با خوآن دیاز دسولیاس بود. 
افسانه سییرا دل پلاتا- یک کوه غنی از نقره- در حدود سال ۱۵۴۲ به اسپانیا رسید، و و این نام اولین بار بر روی نقشه ونیز که در سال ۱۵۳۶ چاپ شد، مشاهده شد. معدن نقره در ناحیه‌ای قرار داشت که شهر پوتوسیه در سال ۱۵۴۶ در آن بنا نهاده شد. 
نام آرژانتین در ابتدا به‌طور گسترده در کتاب «تاریخچه کشف، جمعیت، و فتح ریودلاپلاتا») اثر روی دیاز دگوسمیانز استفاده شد، و این محدوده را «تییرا آرژنتینا» (سرزمین نقره) نامید.